# Confederación Thinite
La Confederación Thinite es un término egiptológico para una hipotética confederación tribal en el antiguo Egipto . Se cree que precedió a la unificación completa del Alto Egipto c. 3100 BC Los líderes de la Confederación Thinite probablemente eran nobles tribales . Con base en la ciudad de Thinis, la Confederación Thinite se incorporaría más tarde al estado combinado conocido como " Alto y Bajo Egipto ".
La evidencia de la "Confederación Thinite" es mayoritariamente especulativa y se basa en parte en Manetón . Los egiptólogos modernos tienen varias hipótesis en competencia para explicar los supuestos acontecimientos "protodinásticos" que presumiblemente condujeron a la unificación bajo la Primera Dinastía . En la actualidad, muchos estudiosos mencionan evidencias de una "Dinastía 0" que precedió a la Primera Dinastía I. El término "Dinastía 00" también se utiliza para el período anterior a la Dinastía 0 en relación con el área de Abidos - Thinis y puede corresponder a una "Confederación Thinite" teórica.  Los términos "Dinastía 0" y, especialmente, "Dinastía 00" son considerados en general como lúdicos, pero aun así se utilizan con frecuencia en ausencia de un término más acordado.
En términos arqueológicos, esto se conoce como " Naqada III".
Hace una aparición en el juego de PC Pharaoh .